# Adelina (ópera)
Adelina es una farsa operística (descrita como un medodramma sentimentale) en un acto con música de Pietro Generali con libreto en italiano de Gaetano Rossi. Se estrenó en el Teatro San Moisè de Venecia el 15 o el 16 de septiembre de 1810. Se estrenó justo antes de la farsa de Rossini en el mismo teatro.
La inspiración de este libreto de Rossi es de Lisbeth, un drama lírico con texto de Edmond de Favières, musicado por André Grétry y estrenado en 1797 en la Salle Favart en París. En el libreto se traslucen los ideales de Rousseau y la Revolución francesa.
Es una ópera poco representada en la actualidad; en las estadísticas de Operabase aparece con sólo una representación en el período 2005-2010, siendo la primera y única de Pietro Generali.

## Personajes
| Personaje                    | Tesitura     | Reparto del estreno, 15 o 16 de septiembre de 1810 (Director: ) |
| ---------------------------- | ------------ | --------------------------------------------------------------- |
| Adelina                      | soprano      | Rosa Morandi                                                    |
| Varner, su padre             | bajo         | Luigi Raffanelli                                                |
| Simone, vecino               | barítono     | Nicola de Grecis                                                |
| Carlotta, hermana de Adelina | mezzosoprano | Clementina Lanari                                               |
| Erneville                    | tenor        | Tommaso Ricci                                                   |
| Firmino, amigo de Erneville  | bajo         | Domenico Remolini                                               |
| Jacopo                       |              |                                                                 |